# Sainte-Suzanne (illa de la Reunió)
|  | Per a altres significats, vegeu «Cantó de Sainte-Suzanne (illa de la Reunió)». |

Sainte-Suzanne és un municipi de l'illa de la Reunió. L'any 2006 tenia 30.596 habitants. Limita amb els municipis de Saint-André, Sainte-Marie i Salazie. Està separada pel riu Saint-Jean.
La vila fou fundada pel primer governador de l'illa, Étienne Regnault al mateix temps que Saint-Denis, el 1667. Al cens de 1710, que només recull l'element masculí, informa de 50 homes a Sainte-Suzanne.

## Administració
| Període   | Identitat         | Partit |
| --------- | ----------------- | ------ |
| 1927-1939 | Eustache Blanchet |        |
| 1939-1945 | René Payet        |        |
| 1945-1965 | Georges Repiquet  |        |
| 1965-1977 | José Barau        |        |
| 1977-1980 | Albert Paris      |        |
| 1980-1993 | Lucet Langenier   |        |
| 1993-2008 | Maurice Gironcel  | PCR    |
| 2009-     | Yolande Pausé     | PCR    |